# Kristallen 2011
Kristallengalan 2011 ägde rum 9 september 2011 och sändes på TV3. Kategorierna var oförändrade från föregående års gala. Programledare var Adam Alsing. Svenska folket utsåg vinnarna i kategorierna årets program, manliga samt kvinnliga programledare och sport-tv-profil genom en telefonomröstning, övriga utsågs av en jury. SVT fick flest priser, 8 stycken, TV4 fick fyra priset och Kanal 5 och MTG-kanalerna fick var sitt pris. Inget belönades med två utmärkelser.

## Nominerade och vinnare

### Årets underhållningsprogram
- Så mycket bättre (TV4) − Vinnare
- Nittileaks (Kanal 5) − Andra plats
- 99 saker man måste göra innan man dör (TV6)
- Minuten (SVT)
- På spåret (SVT)

### Årets dokusåpa
- Sveriges Mästerkock (TV4) − Vinnare
- Mästarnas mästare (SVT)  − Andra plats
- Big Brother (TV11)
- Biggest Loser Sverige (TV4)
- Lite sällskap (Kanal 5)

### Årets tv-drama
- Våra vänners liv (SVT) − Vinnare
- Bibliotekstjuven (SVT)
- Drottningoffret (SVT)
- Gynekologen i Askim (SVT)
- Wallander (TV4)

### Årets humorprogram
- Solsidan (TV4) − Vinnare
- Grotesco (SVT) − Andra plats
- Cirkus Möller (TV4)
- Pensionärsjävlar (Kanal 5)
- Starke man (SVT)

### Årets barn- och ungdomsprogram
- Buskul (SVT B) − Vinnare
- Barda (SVT B)
- Jonson och Pipen - två ufon och en rymdattack (TV4)
- Sex på kartan (UR)
- Tidsdeckarna (TV4)

### Årets livsstilsprogram
- Pluras kök (TV3) − Vinnare
- Halv åtta hos mig (TV4) − Andra plats
- Arga snickaren (Kanal 5)
- Byggfällan (TV3)
- Trinny och Susannah stylar om Sverige (TV4+)

### Årets fakta- och aktualitetsprogram
- Veckans brott (SVT) − Vinnare
- Det kungliga bröllopet (SVT)  − Andra plats
- Mänsklighetens sista dagar (UR)
- Korrespondenterna (SVT)
- Efter Tio (TV4)

### Årets granskning
- Sanningen om Sommerlath ur Kalla Fakta (TV4) − Vinnare
- Pedofil driver skola ur TV4 Nyheterna (TV4)
- Psykoterapi på schemat ur Skolfront (UR)
- Säljsekten ur Dokument inifrån (SVT) - Andra plats
- Vård utan gränser ur Uppdrag Granskning (SVT)

### Årets dokumentärprogram
- Ångrarna (SVT) − Vinnare
- Det blir bättre (TV3)
- Dom kallas rasister (TV4)
- Sagan om Jussi (SVT)
- Viktorias liv (TV4)

### Årets realityprogram
- Rebecca & Fiona (SVT) − Vinnare
- En unge i minuten (TV4)
- SOS Västkust (Kanal 5)
- Spårlöst (TV4)
- Ullared (Kanal 5)

### Årets sport-tv-profil
- André Pops (SVT) − Vinnare
- Peter Jihde (TV4)
- Frida Nordstrand (Viasat Sport)

### Årets manliga programledare
- Filip & Fredrik (Kanal 5) − Vinnare
- Micke Leijnegard (SVT) − Andra plats
- David Hellenius (TV4)
- Erik & Mackan (TV6)

### Årets kvinnliga programledare
- Anne Lundberg (SVT) − Vinnare
- Gry Forssell (TV4) − Andra plats
- Renée Nyberg (TV3)
- Sofia Wistam (Kanal 5)

### Årets program
- Mästarnas mästare (SVT) − Vinnare
- Solsidan (TV4) − Andra plats
- 99 saker man måste göra innan man dör (TV6)
- Nittileaks (Kanal 5)

### Hederspriset
- Tom Alandh

## Webb-TV-program
Under Kristallens seminarium, den 8 september 2011 delade Expressen ut ett pris i kategorin "Årets bästa Webb-TV-program. Vinnaren korades genom en omröstning på Expressens webbplats.

### Nominerade och vinnare
- Mitt liv som Hellner - Vinnare
- Rebecca & Fiona
- Kakan & Julia
- Raka svar", Expressen